# Burhi Dihing
Burhi Dihing és un riu d'Assam.
Neix a les muntanyes Patkai i corre a l'oest fins a arribar al Brahmaputra en el que desaigua. El seu curs és d'uns 250 km. Els seus afluents principals són, per la dreta el Digboi, Tipling, Tingrai, i Sesa, i per l'esquerra
el Tirap i el Namsang. Està connectat per un canal al riu Noa Dihing.